# Pico dos Alfinetes
O Pico dos Alfinetes é uma elevação portuguesa localizada na ilha de São Miguel, arquipélago dos Açores.
Este acidente geológico tem o seu ponto mais elevado a 226 metros de altitude acima do nível do mar.